# Nara Oriental
Nara Oriental és un important canal al Sind, Pakistan, originalment un braç natural de l'Indus. La part superior del riu Nara va ser objecte de treballs per part del govern britànic després de les inundacions del 1851; els britànics van començar amb un canal de l'Indus a Rohri d'uns 20 km conegut com a Nara Supply Channel (1858-1859). Entre 1854 i 1858 part de la depressió a l'esquerra del Nara entre Jamrao i el canal de Thar, van ser objecte de treballs i s'hi va començar a portar aigua el 1857. Entre 1860 i 1867 el llit del Nara fou netejat i es van agregar 60 km de canal; el 1876 al 1886 les obres van continuar més avall del Thar Weir. El curs del Nara és general en direcció sud passant a certa distància de Khaipur i pel districte de Thar i Parkar, deixant a l'esquerra el desert; desaiguava al Puran, un antic canal de l'Indus que al seu torn acabava a la mar a uns 130 km més al sud a través del Rann de Cutch.
Els canals derivats principals són els de Jamrao (construït entre 1891 i 1902 amb 900 km), Mithrao (250 km), Thar (116 km), i Hiral (66 km). Els Nara Supply Channel, Eastern Nara, i Mithrao són parcialment navegables.